# Маньчжурія
45° пн. ш. 125° сх. д. / 45° пн. ш. 125° сх. д.

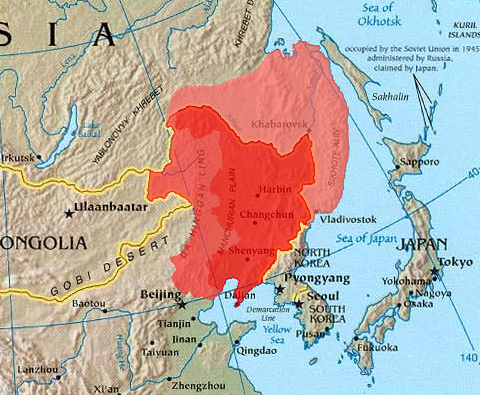
Районування Маньчжурії:
Внутрішня Маньчжурія
Велика Маньчжурія
Зовнішня Маньчжурія

Маньчжу́рія (у ст. Укр. Манджурія) (маньчж.: Manju; спрощ.: 满洲; кит. трад.: 滿洲; піньїнь: Mǎnzhōu) — країна та історичний регіон у Східній Азії. Розділена між Китаєм і Росією. Розташована в районі сучасних китайських провінцій Хейлунцзян, Гирин, Ляонін, сходу Внутрішньої Монголії, півночі Хебею, а також південних районів російського Приморського краю та східних районів Монголії. Батьківщина багатьох кочових східноазійських народів, зокрема чжурчженів, які з XVII століття називаються маньчжурами. Останні були засновниками найбільшої азійської імперії в XVII—XIX ст. — Цін, а також Маньчжурської держави в першій половині XX століття. Через послаблення в ході Опіумних війн Китай змушений був підписати Пекінський договір 1860 року про перехід Зовнішньої Маньчжурії до Російської імперії. В КНР, задля профілактики сепаратистських настроїв, слово «Маньчжурія» вживається виключно з приставкою «колишня». Для позначення Маньчжурії найчастіше використовуються назви китайських провінцій або словосполучення «Північно-східний Китай».

## Історія

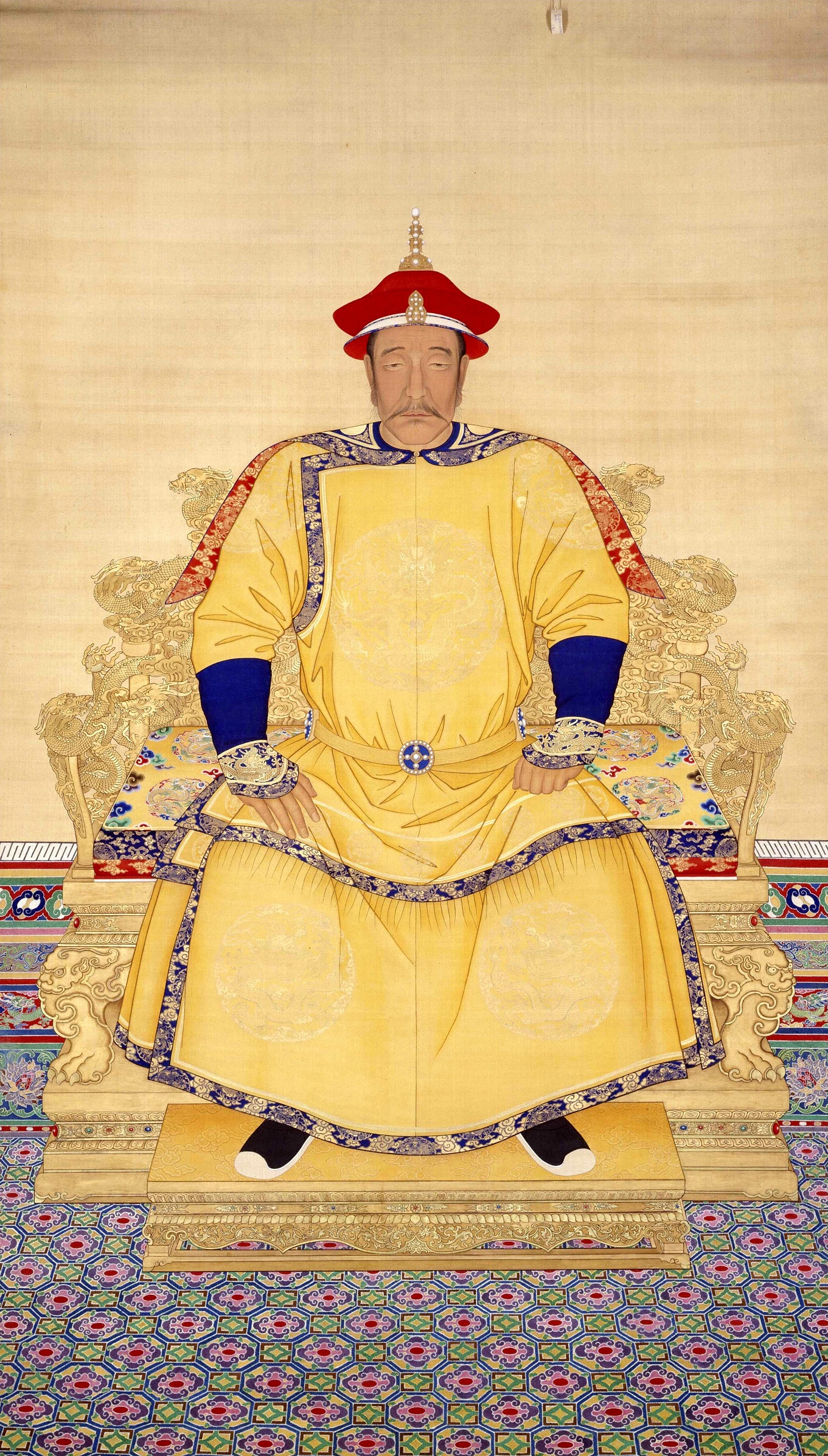
Національний герой маньчжурів — Нурхаці, засновник і перший хан Пізньої Цін, перший титулярний імператор династії Цін

1115—1234: чжурчженська династія Цзінь.
1234—1271: частина Монгольської імперії.
1271—1368: частина монгольської династії Юань.
1368—1616: частина китайської династії Мін.
1616—1636: чжурчженська династія Пізня Цзінь → перейменована на маньчжурську династію Цін.
1636—1912: маньчжурська династія Цін.
1860: передача Зовнішньої Маньчжурії Російською імперією.
1912—1932: частина Республіка Китай.
1932—1945: Маньчжурська держава.
1945—1949: частина Республіка Китай.
1949 — сьогодення: частина Китайської народної республіки

## Прапор

Прапор Цін (1862—1889)
Прапор Цін (1889—1912)
Прапор Маньчжурії (1932—1945). Жовтий - маньчжури, червоний - японці, блакитний - ханьці, білий - монголи, чорний - корейці
Герб Маньчжурії (1932—1945)